# Карбоне (коммуна)
Карбоне (итал. Carbone) — коммуна в Италии, расположена в регионе Базиликата, подчиняется административному центру Потенца.
Население составляет 853 человека, плотность населения составляет 18 чел./км². Занимает площадь 47 км². Почтовый индекс — 85030. Телефонный код — 0973.
Покровителем коммуны почитается святой Донат из Ареццо, празднование 12 августа.